# Барышни придут позже
«Барышни придут позже» (чеш. Slečny přijdou později) — чехословацкий фильм 1966 года режиссёра Иво Томана по мотивам рассказа Карела Шторкана и Владимира Калины «Последний ключ».

## Сюжет
Пражская полиция расследует странную смерть выпавшей из окна молодой девушки. Расследование приводит капитана ОБ Рогача в один из фешенебельных отелей для иностранцев. Под видом американского туриста он устанавливает, что здесь клиентам предлагают «дополнительные услуги»: администратор предлагает ему фотографии молодых женщин различных серьёзных профессий, зарабатывающих дополнительные деньги.
Клиент выбирает фотографию симпатичной блондинки на стойке для открыток и платит за нее 350 крон. Взамен он получает от администратора ключ от номера со словами, что дама придет позже. Пришедшая в номер Саша Леблова очень удивлена, когда иностранный турист оказывается офицером ОБ.
Однако, прежде чем Рогач успевает взять с поличным замешанного в сутенерстве администратора Иржи, тот падает с гостиничной террасы и умирает.
В числе подозреваемых теперь оказываются директор отеля Мачачек, гостиничный парикмахер Форейт и официант Евзень. Но все трое дают показания на Иржи как организатора «бизнеса». Евзень пытается убедить Сашу Леблову в том, что это Иржи убил девушку год назад, но секретарша Барборка, любовница директора Мачачека, в беседе с Сашей понимает, что инициатором убийств обоих неудобных свидетелей является директор.
Реконструкция, которая будет проведена службой безопасности прямо в отеле, позволит осудить убийцу — парикмахера Форейта.

## В ролях
- Сватоплук Бенеш — Форейт, парикмахер
- Эдуард Дубский — Мачачек, редитель отеля
- Станислав Фишер — Евзень, официант
- Богумил Смида — Рогач, капитан ОБ
- Зденек Рехор — Кодес, поручик ОБ
- Роберт Врхота — Косина, надпоручик ОБ
- Иржи Немечек — прапорщик ОБ
- Вячеслав Ирманов — Иржи, администратор
- Отто Лацкович — Врчни Карел
- Карел Павлик — Главса
- Гана Пастержикова — Власта Беранкова
- Ольга Шоберова — Саша Леблова
- Даниэла Смутна — Барборка, секратарша
- Юрай Герц — Салим, египетский турист